# Kent Douglas
Kent Gemmell Douglas (Cobalt, 6 febbraio 1936 – Wasaga Beach, 12 aprile 2009) è stato un hockeista su ghiaccio e allenatore di hockey su ghiaccio canadese di ruolo difensore che per sette stagioni ha giocato nella National Hockey League, in particolare con i Toronto Maple Leafs.

## Carriera
Douglas iniziò la propria carriera con i Kitchener Canucks giocando per due stagioni nella Ontario Hockey Association. Dopo l'esperienza con i Canucks iniziò a giocare nei campionati professionistici, in particolare in American Hockey League e nella Western Hockey League con le maglie degli Springfield Indians, Winnipeg Warriors e i Vancouver Canucks.
A Springfield Douglas ricevette numerosi insegnamenti dal membro della Hall of Fame Eddie Shore, l'allora proprietario degli Indians. Nelle stagioni trascorse a Springfield Douglas apprese lo stile di gioco aggressivo di Shore contribuendo inoltre ai successi degli Indians con la vittoria di tre Calder Cup consecutive nel periodo 1960-1962.
Nella stagione 1962-1963 Douglas fece il proprio esordio in National Hockey League con i Toronto Maple Leafs. Nella sua stagione da rookie totalizzò 22 punti e 105 minuti di penalità in 70 gare giocate e si aggiudicò il Calder Memorial Trophy come miglior esordiente della lega, primo difensore a riuscirci. Quello stesso anno con i Leafs vinse la Stanley Cup battendo in finale i Detroit Red Wings Nella stagione successiva giocò anche in AHL con il farm team dei Rochester Americans.
Douglas rimase a Toronto per cinque stagioni ricevendo tre chiamate per l'NHL All-Star Game. Nell'estate del 1967 Douglas fu scelto durante l'NHL Expansion Draft dagli Oakland Seals. Douglas vi giocò per 40 partite prima di essere ceduto nel mese di gennaio ai Detroit Red Wings.
Nelle stagioni successive Douglas fece ritorno in American Hockey League arrivando nel 1972 in finale di Calder Cup con i Baltimore Clippers. Nella stagione 1972-73 Douglas giocò in WHA come giocatore/allenatore dei New York Raiders. Si ritirò definitivamente nel 1976 dopo aver contribuito al successo di una Turner Cup in IHL. Douglas morì di cancro nell'aprile del 2009.

## Palmarès

### Club
- Stanley Cup: 1

Toronto: 1962-1963
- Calder Cup: 3

Springfield: 1959-1960, 1960-1961, 1961-1962
- Turner Cup: 1

Toledo: 1974-1975

### Individuale
- Calder Memorial Trophy: 1

1962-1963
- Eddie Shore Award: 1

1961-1962
- NHL All-Star Game: 3

1962, 1963, 1964
- AHL First All-Star Team: 1

1961-1962
- AHL Second All-Star Team: 1

1970-1971